# Rhododendron aganniphum
Rhododendron aganniphum es una especie de planta herbácea de la familia de las ericáceas. Es originaria de Tíbet y sudoeste de China (Qinghai, Sichuan, Xizang, y noroeste de Yunnan), donde crece a una altitud de 2700–4700 metros. 

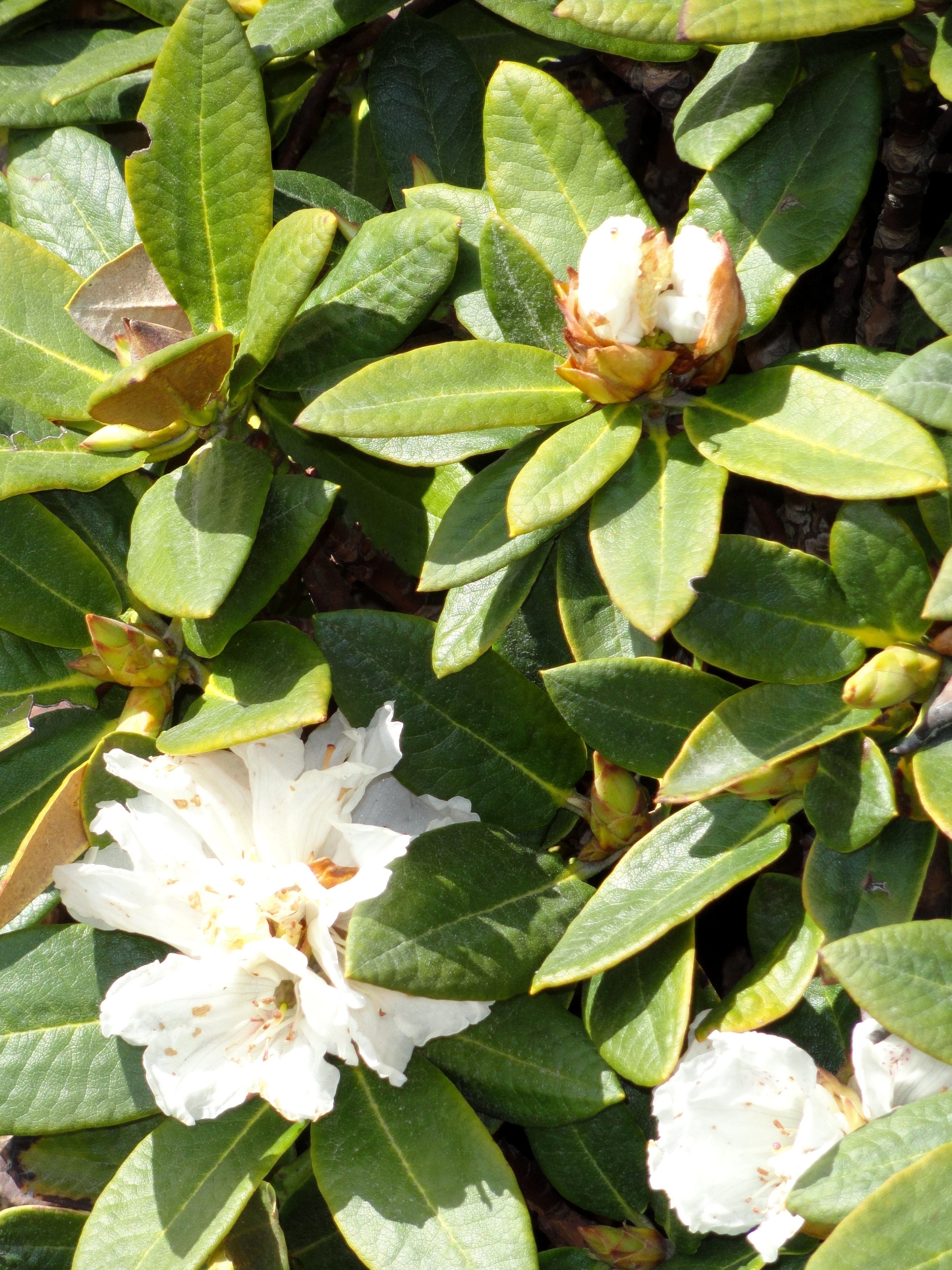
Detalle de hoja y flor

## Descripción
Es un arbusto compacto que alcanza un tamaño de 1–4 m in height, de altura, con hojas gruesas y coriáceas que son lanceoladas a oblongo-lanceoladas, de 4,5–12 por 2–6 cm de tamaño. Las flores son de color blanco rosáceo con manchas marrones y vetas a menudo de color rosa.

## Taxonomía
Rhododendron aganniphum fue descrita por Balf.f. & Kingdon-Ward y publicado en Notes from the Royal Botanic Garden, Edinburgh 10(47–48): 80–81. 1917.
Etimología
Rhododendron: nombre genérico que deriva de las palabras griegas ῥόδον, rhodon = "rosa" y δένδρον, dendron = "árbol".
aganniphum: epíteto latino que significa "muy nevado".
Sinonimia
var. aganniphum
- Rhododendron glaucopeplum Balf. f. & Forrest

var. flavorufum (Balf. f. & Forrest) D.F. Chamb.
- Rhododendron flavorufum Balf. f. & Forrest

var. schizopeplum (Balf. f. & Forrest) T.L. Ming
- Rhododendron doshongense Tagg
- Rhododendron fissotectum Balf. f. & Forrest
- Rhododendron schizopeplum Balf. f. & Forrest[3]